# Février 1918 (guerre mondiale)
Janvier 1918 - Février 1918 - Mars 1918
- 1er février : dans la nuit du 31 au 1er février, durant ce qui a été appelé la Bataille de l'île de May, cinq collisions impliquant huit navires de la Royal Navy eurent lieu. Deux sous-marins furent coulés et trois autres, ainsi qu'un croiseur léger furent endommagés, 105 hommes sont tués.

- 5 février : 
  - déclenchement d'une offensive ottomane dans la Caucase : reconquête des territoires ottomans occupés par la Russie

- 9 février : 
  - Signature du traité de paix séparée entre les puissances centrales et le gouvernement ukrainien à Brest-Litovsk.

- 10 février : 
  - annonce unilatérale russe de la démobilisation générale de l'armée russe sans pour autant signer le projet de paix négocié à Brest-Litovsk

- 18 février : 
  - Déclenchement de l'opération Faustschlag par les Austro-allemands en Russie, le lendemain de la fin de la suspension d'armes entre les Puissances centrales et la Russie : les troupes allemandes et austro-hongroises avancent en Russie et ne rencontrent aucune résistance. le général Max Hoffmann définit cette opération comme « la guerre la plus comique qu'[il] ait jamais vue ». Les troupes allemandes occupent Daugavpils.

- 19 février : 
  - Lénine fait adresser un télégramme à Berlin dans lequel il accepte les conditions de paix imposées par le Reich ; ce télégramme est ignoré par le gouvernement du Reich.

- 21 février :
  - Occupation de Minsk dans le cadre de l'opération Faustschlag.

- 22 février : 
  - Occupation de Tallinn dans le cadre de l'opération Faustschlag.
  - Prise du port ottoman de Trabzon par les unités ottomanes.

- 23 février : 
  - l'as belge Edmond Thieffry est abattu et tombe derrière les lignes ennemies. Capturé, il revient en Belgique après la fin de la guerre.
  - lancement de la seule opposition russe à l'opération Faustschlag : première opération de l'Armée rouge.
  - indépendance de l'Estonie, soutenue par les Allemands.